# Rineke Dijkstra

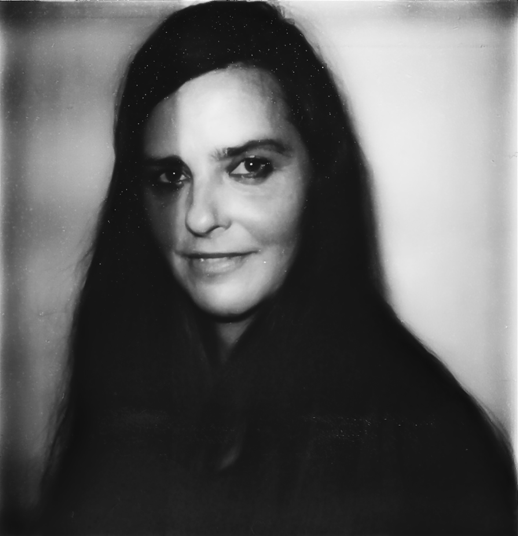
Rineke Dijkstra (2011)

Rineke Dijkstra (* 2. Juni 1959 in Sittard, Niederlande) ist eine niederländische Fotografin. Sie wurde Mitte der 1990er Jahre mit ihren großformatigen Porträts von Kindern und Jugendlichen bekannt.

## Leben
Rineke Dijkstra studierte von 1981 bis 1986 in Amsterdam an der Gerrit Rietveld Akademie. Im Anschluss war sie als freie Fotografin für Modemagazine wie Elle, Avenue oder Elegance tätig, für ein Wirtschaftsmagazin fotografierte sie aber auch Unternehmer und Geschäftsleute. Dabei haderte sie mit dem selbstdarstellerischen Posieren der Porträtierten, die bereits sehr viel Fotoerfahrungen mitbrachten und suchte nach Karrierealternativen im künstlerischen Bereich.
Zu dieser Zeit geriet Dijkstra mit ihrem Fahrrad in einen Autounfall, wurde schwer verletzt und konnte über mehrere Monate nicht arbeiten. Um einer Operation an der Hüfte zu entgehen, begann sie jeden Tag zu schwimmen, wobei sie sich in dem Hallenbad selbst porträtierte. In Folge dieser Serie, in der Dijkstra ihre eigene Unsicherheit und Verletzbarkeit exponierte, begann Dijkstra eine Phase intensiver Arbeit an Porträts von Menschen am Strand. Nachdem sie eine erste Folge von Porträts ihrer Freunde verwarf, da auch diese sehr selbstbewusst posierten, fand sie in einer Dreizehnjährigen endlich eine Person, die ihren Wünschen nach Natürlichkeit entsprach. Von 1992 bis 2002 fotografierte sie in den USA und Europa Kinder und Jugendliche in Badekleidung am Strand. Mit diesen Beach Portraits erlebte Dijkstra Mitte der 1990er Jahre ihren Durchbruch.
1994 erstellte sie die Serien New Mothers, Aktfotografien junger Mütter teils unmittelbar nach der Geburt sowie eine weitere Serie von Fotografien, die Stierkämpfer blutbefleckt unmittelbar nach dem Kampf porträtierte. Im selben Jahr begann sie auch das Langzeitprojekt Almerisa, bei dem sie Almerisa, ein sechsjähriges Mädchen, das aus Bosnien in die Niederlande geflohen war, über 14 Jahre hinweg begleitete in ihrer Anpassung an ihr neues Leben und ihr Heranreifen zur erwachsenen Frau, im letzten der elf Bilder hält Almerisa ihr neugeborenes Kind im Arm. 1998 fotografierte sie im Rahmen des Berliner Künstlerprogramm des DAAD-Stipendiums junge Mädchen im Berliner Tiergarten. Ein konzeptionell ähnliches Projekt begann sie im Jahr 2000 mit dem Projekt Olivier - Legion Etrangere, in dem sie über drei Jahre und in sieben Porträts die Veränderung des anfangs siebzehnjährigen Olivier Silva als Freiwilliger in der Légion étrangère von einem „unschuldigen Jungen zur Kampfmaschine“ dokumentiert.
Zwei Jahre zuvor porträtierte sie in The Buzz Club jugendliche Tänzer aus einem Liverpooler Club. An diese Fotoserie knüpfte sie in kurzen Videofilmen in der konzeptionell sehr ähnlichen Serie The Krazyhouse an.

## Werk

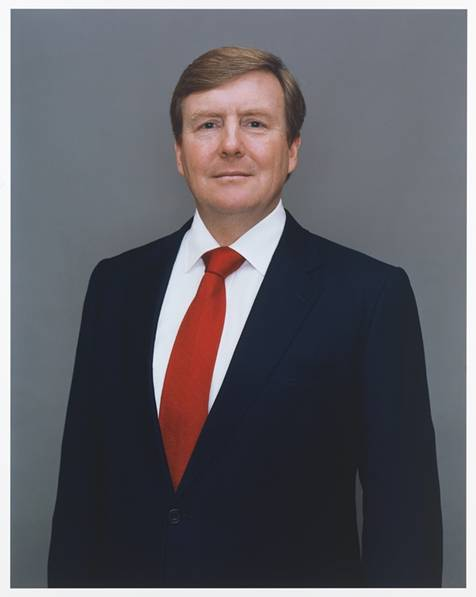
Fotografie Dijkstras von Willem-Alexander (2014)

Dijkstra lebt und arbeitet in Amsterdam. Erstmals 1984 stellt sie ihre Werke in den Niederlanden, ab Mitte der 1990er auch international aus. Dijkstra wurde sehr schnell durch ihre konsequente Arbeit an Einzelprojekten international bekannt.
Dijkstra arbeitet großformatig, sie nutzt eine 4″×5″-Großformatkamera mit Normalobjektiv und Stativ für ihre Fotografien, seit Mitte der 1990er arbeitet sie auch mit Video. Üblicherweise werden die Porträtierten zentriert in Frontalansicht und mit direktem Blick des Porträtierten in die Kamera dargestellt. Bei ihren Fotografien löst sie die Porträtierten jeweils aus ihrem Umfeld und stellt sie vor reduzierten oder gar neutralen Hintergründen heraus. Durch diese visuelle Isolation werden die Darstellungen stärker, so „werden sie wie Icons, wie Symbole ihrer selbst“. Dijkstra beschreibt sich in ihrer Arbeit als authentizitätsorientiert, sie sagt von sich: „Ich warte auf den unbeschützten Moment, die Situation, in welcher jemand seine Pose vergisst und sich die wahre Natur eines Menschen zeigt.“
Während Roxana Marcoci sich angesichts von Dijkstras Porträts an niederländische Porträtmaler wie Jan Vermeer erinnert fühlt, gibt Dijkstra selbst als Einflüsse Diane Arbus und Judith Joy Ross an.

## Ausstellungen (Auswahl)
- 1984: Galerie de Moor, Amsterdam
- 1995: Stedelijk Museum, Amsterdam
- 1996: Le Consortium, Dijon
- 1997: The Photographers’ Gallery, London
- 1998: Museum Boijmans Van Beuningen, Rotterdam; Sprengel Museum, Hannover; Museum Folkwang, Essen
- 1999: DAAD-Galerie, Berlin; The Herzliya Museum of Art, Herzliya, Israel; MACBA, Barcelona
- 2000/2001: ich du er sie es. Rineke Dijkstra Pia Stadtbäumer, Kunstmuseum Bonn
- 2001: Frans Hals Museum, De Hallen, Haarlem (NL); The Institute of Contemporary Art, Boston (USA); Art Institute of Chicago (USA)
- 2002: Art & Public, Genf (Schweiz)
- 2003: The Buzzclub, Liverpool (GB); Kunstverein für die Rheinlande und Westfalen, Düsseldorf
- 2005/2006: Stedelijk Museum, Amsterdam
- 2012: Solomon R. Guggenheim Museum, New York
- 2013: Rineke Dijkstra: The Krazy House, Museum für Moderne Kunst (MMK), Frankfurt am Main
- 2017: Ruth Drawing Picasso, Tate Liverpool, UK, 2009, Museu Picasso, Barcelona
- 2017: The One And The Many, Louisiana Museum of Modern Art, Humlebaek
- 2017: Rineke Dijkstra: An Ode, Stedelijk Museum, Amsterdam
- 2017: Galerie Max Hetzler, Berlin
- 2018: SPECTRUM Internationaler Preis für Fotografie der Stiftung Niedersachsen: Figures in Motion: Rineke Dijkstra und die Sammlung des Sprengel Museum Hannover, Sprengel Museum, Hannover
- 2019: Night Watching, Rijksmuseum, Amsterdam
- 2020: Marian Goodman Gallery, London
- 2022: Sculpture 21st: Rineke Dijkstra, Lehmbruck Museum, Duisburg
- 2023: Olivier (The French Foreign Legion), Museum der Fremdenlegion, Aubagne
- 2024: Still — Moving, Portraits 1992 – 2024, Berlinische Galerie, Berlin
- 2024/2025: Rineke Dijkstra. Beach Portraits, Städel Museum, Frankfurt am Main

## Auszeichnungen (Auswahl)
- 1994: Kunstaanmoedigingsprijs (Kunstförderpreis) Amstelveen, Aemstelle, Amstelveen
- 1994: Werner Mantz Preis
- 1999: Preis der Citibank für Fotografie
- 2017: Hasselblad Foundation Award, Göteborg